# Saint-Aubin-en-Bray
Saint-Aubin-en-Bray és un municipi francès, situat al departament de l'Oise i a la regió dels Alts de França. L'any 2007 tenia 1.101 habitants.

## Demografia

### Població
El 2007 la població de fet de Saint-Aubin-en-Bray era de 1.101 persones. Hi havia 388 famílies de les quals 60 eren unipersonals (17 homes vivint sols i 43 dones vivint soles), 138 parelles sense fills, 168 parelles amb fills i 22 famílies monoparentals amb fills.
La població ha evolucionat segons el següent gràfic:
Habitants censats

### Habitatges
El 2007 hi havia 427 habitatges, 401 eren l'habitatge principal de la família, 10 eren segones residències i 17 estaven desocupats. 405 eren cases i 18 eren apartaments. Dels 401 habitatges principals, 316 estaven ocupats pels seus propietaris, 77 estaven llogats i ocupats pels llogaters i 8 estaven cedits a títol gratuït; 2 tenien una cambra, 9 en tenien dues, 54 en tenien tres, 107 en tenien quatre i 229 en tenien cinc o més. 279 habitatges disposaven pel capbaix d'una plaça de pàrquing. A 166 habitatges hi havia un automòbil i a 189 n'hi havia dos o més.

### Piràmide de població
La piràmide de població per edats i sexe el 2009 era:
| Homes | Edats   | Dones |
| ----- | ------- | ----- |
| 0     | 95 o +  | 0     |
| 0     | 90 a 94 | 4     |
| 4     | 85 a 89 | 4     |
| 0     | 80 a 84 | 4     |
| 8     | 75 a 79 | 20    |
| 16    | 70 a 74 | 24    |
| 16    | 65 a 69 | 12    |
| 16    | 60 a 64 | 16    |
| 20    | 55 a 59 | 16    |
| 28    | 50 a 54 | 32    |
| 24    | 45 a 49 | 24    |
| 28    | 40 a 44 | 24    |
| 52    | 35 a 39 | 56    |
| 36    | 30 a 34 | 52    |
| 32    | 25 a 29 | 20    |
| 8     | 20 a 24 | 20    |
| 20    | 15 a 19 | 20    |
| 36    | 10 a 14 | 32    |
| 44    | 5 a 9   | 24    |
| 36    | 0 a 4   | 36    |

## Economia
El 2007 la població en edat de treballar era de 721 persones, 533 eren actives i 188 eren inactives. De les 533 persones actives 485 estaven ocupades (258 homes i 227 dones) i 49 estaven aturades (28 homes i 21 dones). De les 188 persones inactives 73 estaven jubilades, 59 estaven estudiant i 56 estaven classificades com a «altres inactius».

### Ingressos
El 2009 a Saint-Aubin-en-Bray hi havia 366 unitats fiscals que integraven 1.038,5 persones, la mediana anual d'ingressos fiscals per persona era de 18.270 €.

### Activitats econòmiques
Dels 33 establiments que hi havia el 2007, 1 era d'una empresa alimentària, 1 d'una empresa de fabricació de material elèctric, 2 d'empreses de fabricació d'altres productes industrials, 12 d'empreses de construcció, 5 d'empreses de comerç i reparació d'automòbils, 1 d'una empresa de transport, 2 d'empreses d'hostatgeria i restauració, 1 d'una empresa immobiliària, 4 d'empreses de serveis, 1 d'una entitat de l'administració pública i 3 d'empreses classificades com a «altres activitats de serveis».
Dels 17 establiments de servei als particulars que hi havia el 2009, 1 era un taller de reparació d'automòbils i de material agrícola, 3 paletes, 4 fusteries, 3 lampisteries, 2 electricistes, 1 perruqueria, 1 veterinari, 1 restaurant i 1 agència immobiliària.
L'únic establiment comercial que hi havia el 2009 era una fleca.
L'any 2000 a Saint-Aubin-en-Bray hi havia 6 explotacions agrícoles.

## Equipaments sanitaris i escolars
L'únic equipament sanitari que hi havia el 2009 era una ambulància.
El 2009 hi havia 2 escoles elementals. Saint-Aubin-en-Bray disposava d'un col·legi d'educació secundària amb 609 alumnes.

## Poblacions més properes
El següent diagrama mostra les poblacions més properes.